# Mesosemia latissima
Mesosemia latissima är en fjärilsart som beskrevs av Hans Ferdinand Emil Julius Stichel 1909. Mesosemia latissima ingår i släktet Mesosemia och familjen Riodinidae. Inga underarter finns listade i Catalogue of Life.